# Pablo Cruz Arrunátegui
Pablo Cruz Arrunátegui (Sullana, Piura, 2 de diciembre de 1926 - Ibídem, 6 de enero del 2021) fue un periodista y político peruano.

## Biografía
Nació el 2 de diciembre de 1928 en la provincia de Sullana, en el departamento de Piura en Perú. Fue hijo de Pablo Cruz y de Ysavia Arrunátegui. Estuvo casado con Yojana Delgado Cortez y tuvo 3 hijos.
Estudió la primaria en el Colegio Nacional José Cardó de Sullana y la secundaria en el Colegio San Miguel de Piura. Luego emigró a la ciudad de Lima en donde realizó sus estudios superiores de Periodismo en la Universidad Nacional Mayor de San Marcos.
Como periodista estuvo afiliado a la Federación de Periodistas del Perú y al Colegio de Periodistas. En el año 1975 fue presidente del Congreso Nacional de Periodistas, también ha sido dos veces secretario general de Centro Federado de Periodistas de Piura y presidente del Círculo de Periodistas de Sullana. Trabajó en el diario Acción y fue director del diario El Norte. Asimismo, fue corresponsal del diario El Tiempo, y luego asumió la gerencia de Radio Sullana en la década de los años 60s. Además fue subprefecto de Sullana.
Como político incursionó como militante del Partido Popular Cristiano, en donde fue miembro de la Comisión de Política Nacional del PPC. Participó como candidato a la Asamblea Constituyente del año 1978.
En 1992 fue elegido como miembro del Congreso Constituyente Democrático por el Partido Popular Cristiano, completando el disuelto periodo 1990-1995.
Como congresista participó en la elaboración de la Constitución Política de 1993 y formó parte de la oposición al gobierno de Alberto Fujimori. Sin embargo, Pablo Cruz terminó luego dejando las filas del PPC y se unió al fujimorismo. Desde 1994 hasta 1995 fue miembro de la Comisión de Agricultura y fue uno de los impulsores de la creación de la Universidad Nacional de Frontera, creada oficialmente en el año 2010.
Al culminar su gestión, Cruz intentó ser reelegido como congresista en las elecciones de 1995 por la lista oficialista Cambio 90 - Nueva Mayoría, sin embargo, obtuvo 6,408 sin resultar reelecto.
En el año 2013, durante la gestión del entonces alcalde Jorge Camino Calle, Pablo Cruz fue declarado “Hijo Ilustre” de Sullana en homenaje y reconocimiento a su labor cultural.

## Fallecimiento
El 6 de enero del 2021, Pablo Cruz Arrunátegui falleció a los 94 año en su ciudad natal de Sullana en Piura. Posteriormente sus restos fueron homenajeados en la Municipalidad Provincial de Sullana encabezado por el alcalde Power Saldaña Sánchez.

## Publicaciones
- Monografía de la Provincia de Sullana (1958)[8]